# Lydie Bodiou
Lydie Bodiou, est historienne et maîtresse de conférences d'histoire ancienne.  Elle travaille sur l’histoire des femmes, du genre et l’histoire du corps.

## Biographie
En 1992, Lydie Bodiou obtient une licence d'histoire à l'université Rennes-II, qu'elle complète par une licence de l’art et d’archéologie. En 1995, son mémoire de diplôme d'études approfondies porte sur « Sappho de Lesbos ou la puissance de l’écriture féminine ».
En 2000, elle soutient la thèse intitulé Histoires du sang des femmes grecques : filles, femmes, mères : à l'époque classique d'après les écrits médicaux et biologiques sous la direction de Pierre Brulé, à l'université Rennes-II. En 2000, elle obtient un poste de maîtresse de conférences d'histoire ancienne à l’université de Poitiers.  Elle travaille sur l’histoire des femmes et du genre, l’histoire du corps et des pratiques sociales et culturelles.
La religion des femmes en Grèce ancienne est le deuxième ouvrage en hommage à l'historien Pierre Brulé dirigé par Lydie Bodiou. Elle aborde les questions du mariage et de l’accès à la sexualité par le biais d’une étude sur le parfum. Le parfum dans l'antiquité est étroitement associé au corps féminin, le parfum rend public ce qui relève de l’intime et du corporel.
Les Vénéneuses. Figures d’empoisonneuses de l’Antiquité à nos jours, publié en 2015 sous la direction de Lydie Bodiou, Frédéric Chauvaud et Myriam Soria, montre que la figure de l’empoisonneuse est omniprésente dans l'histoire criminelle féminine depuis l’Antiquité jusqu'à nos jours. Elle est également un motif littéraire récurrent. 
Le corps en lambeaux, publié en 2016 à la suite d’un colloque qui s’est déroulé à Poitiers et au palais Bourbon en 2014, regroupe des articles de chercheurs et chercheuses sur les violences faites aux femmes, de l’Antiquité à nos jours. Le recours à l’histoire permet de comprendre et de combattre les violences du présent.
Avec Marie-José Grihom, psychologue clinicienne et Frédéric Chauvaud historien, Lydie Bodiou est responsable d'un programme de recherche interdisciplinaire centré sur les corps malmenés et meurtris par les violences familiales et sexuelles.

## Publications

### Directrice de publications
- Lydie Bodiou, Dominique Frère et Véronique Mehl, L'expression des corps : gestes, attitudes, regards dans l'iconographie antique, Paris, Presses Universitaires, 2006, 384 p. (ISBN 2-7535-0204-8)
- Lydie Bodiou (dir.), Chemin faisant. Mythes, cultes et société en Grèce ancienne. Mélanges en l’honneur de Pierre Brulé., Rennes, Presses universitaires, 2009, 314 p. (ISBN 978-2-7535-0946-7)
- Lydie Bodiou (dir.), Véronique Mehl et Dominique Frère, Parfums et odeurs dans l'Antiquité, Rennes, Presses universitaires, 2008, 279 p. (ISBN 978-2-7535-0638-1)
- Lydie Bodiou (dir.), Véronique Mehl et Myriam Soria, La religion des femmes en Grèce ancienne : mythes, cultes et société : actes d'un colloque, Cork, juillet 2008, Rennes, Presses universitaires, 2009, 281 p. (ISBN 978-2-7535-0882-8)
- Lydie Bodiou, Florence Gherchanoc et Valérie Huet, Parures et artifices : le corps exposé dans l'Antiquité, Paris, L'Harmattan, 2011, 284 p. (ISBN 978-2-296-55464-1, lire en ligne)
- Lydie Bodiou (dir.), Frédéric Chauvaud et Myriam Soria, Les vénéneuses : figures d'empoisonneuses de l'Antiquité à nos jours, Rennes, Presses universitaires, 2015, 425 p. (ISBN 978-2-7535-3621-0)
- Lydie Bodiou, Véronique Mehl et Françoise Héritier (préface), Rouge sang : crimes et sentiments en Grèce et à Rome, Paris, Les Belles Lettres, 2015, 319 p. (ISBN 978-2-251-03024-1)
- Lydie Bodiou (dir.), Frédéric Chauvaud et Ludovic Gaussot, Le corps en lambeaux : violences sexuelles et sexuées faites aux femmes, Rennes, Presses universitaires, 2016, 415 p. (ISBN 978-2-7535-5025-4)
- Lydie Bodiou (dir.), Véronique Mehl et Pierre Brulé (préf.), L'Antiquité écarlate : le sang des Anciens, Rennes, Presses universitaires, 2017, 302 p. (ISBN 978-2-7535-5491-7)